# Regresivni autizam
Regresivni autizam javlja se kada izgleda da se dijete razvija normalno, a onda počinje gubiti socijalne vještine i govor u dobi od otprilike 18 mjeseci i kasnije se dijagnosticira autizam. Nakon regresije, dijete se dalje razvija po uobičajenom obrascu neurološkog razvoja kod autizma. U neurološkom razvoju kod autizma ovakva odvajanja nisu uobičajena, inače odgovorajući simptomi u svakoj dobi prisutni su od rođenja.
Trenutačno stečene vještine obično obuhvaćaju nekoliko riječi iz govorenog jezika, i mogu uključivati neku osnovnu socijalnu percepciju. Vještine mogu nestajati velikom brzinom, ili jako sporo i može mu prethoditi period bez ikakvog napretka.
U nekim slučajevima dijete će prolaziti kroz period kada će učiti nove riječi, što će s druge strane utjecati na gubitak riječi prethodno stečenih.
Zbog iznenadnosti regresivnog autizma, roditelji obično prvo sumnjaju na oštećenja sluha.